# Branchellion torpedinis
Branchellion torpedinis är en ringmaskart som beskrevs av Savigny 1822. Branchellion torpedinis ingår i släktet Branchellion och familjen fiskiglar. Arten har ej påträffats i Sverige. Inga underarter finns listade i Catalogue of Life.